# Eleonora Bergman
Eleonora Bergman (Łódź, 22 ottobre 1947) è una storica dell'architettura polacca, direttrice dell'Istituto Storico Ebraico di Varsavia tra il 2007 il 2011.

## Biografia
Nacque in una famiglia ebrea da Stefan Bergman (1904–2000) e Aleksandra Kuczkowska (1906–2005). La sorella maggiore, Zofia Bergman-Zarębska (1934–2013), era biologa e docente presso l'Istituto di Biochimica e Biofisica dell'Accademia polacca delle scienze (PAN).
Dopo essersi laureata in architettura presso l'Università di Tecnologia di Varsavia, ha lavorato all'Istituto di Pianificazione Urbanistica e Architettura e poi presso i Laboratori di Conservazione dei Monumenti. Ha collaborato con l'Istituto d'arte dell'Accademia polacca delle scienze, conducendo misurazioni di monumenti architettonici di diverse regioni polacche. È autrice e coautrice di numerosi studi storici sui piani di sviluppo urbano tramite zonizzazione, riguardanti principalmente le regioni polacche della Masovia e della Slesia.
Dalla metà degli anni '80 inizia a occuparsi delle reliquie culturali ebraiche, della loro storia e la seguente documentazione. Nel 1997 consegue il dottorato in discipline umanistiche presso l'Istituto di Storia d’arte dell'Università di Varsavia. La sua ricerca è rivolta al tema dell'influenza dell'Oriente nell'architettura delle sinagoghe nelle terre polacche tra XIX° Secolo e inizi del XX°  .
Riceve una borsa di studio presso il Centro internazionale di studi per la conservazione e il restauro dei beni culturali di Roma e una seconda presso la Fondazione Commemorativa per la Cultura Ebraica  a New York.
Dal 1991 lavora presso l'Istituto Storico Ebraico a Varsavia, del quale è direttrice tra il 2007 e il 2011. È coautrice dello spazio commemorativo ed informativo che segna il percorso delle mura del ghetto di Varsavia.
Dal 1º novembre 2009 fa parte del Consiglio per la Protezione della Memoria del Martirio e dei Siti di Lotta  e del Consiglio della Fondazione di Auschwitz-Birkenau.
Il 25 ottobre 2012 la Francia le ha conferito la Legione d'Onore .

## Pubblicazioni
- „Nie masz bóżnicy powszechnej” Synagogi i domy modlitwy w Warszawie od końca XVIII do początku XXI wieku (in polacco) (in italiano: „Nie masz bóżnicy powszechnej” Sinagoghe e case di preghiera a Varsavia, dalla fine del XVIII all'inizio del XXI secolo) (2007).
- Nurt mauretański w architekturze synagog Europy Środkowo-Wschodniej w XIX i na początku XX wieku (in polacco) (in italiano: Lo stile moresco nell'architettura delle sinagoghe nell'Europa centrale e orientale del XIX e XX secolo) (2004) .
- Zachowane synagogi i domy modlitwy w Polsce: katalog (in polacco) (in italiano: Sinagoghe e case di preghiera in Polonia restanti: catalogo) (l'Istituto Storico Ebraico a Varsavia, 1996), con Jan Jagielski.
- Survey of historic Jewish monuments in Poland: report to the United States Commission for the prese (in inglese) (in italiano: Studio sui monumenti storici ebraici in Polonia: rapporto alla Commissione dichiarata Degli Stati Uniti) (World Monuments Fund, 1995), con Jan Jagielski e Phyllis Myers.